# Consulente automobilistico
Il Consulente Automobilistico è colui che esercita l'attività professionale rivolta alla consulenza e all'esecuzione delle formalità burocratiche di pertinenza dei mezzi di trasporto.
Tale attività esercitata in Italia sin dal 1947, è stata definitivamente regolata dalla Legge dello Stato Italiano n. 264 del 1991.
Ad oggi in Italia si contano circa 5.000 imprese, dirette in maniera effettiva, dal consulente automobilistico.
L'attività principale viene spesso coadiuvata ad altre attività secondarie quali: autoscuola, assicurazioni, infortunistica stradale ecc.
L'accesso alla professione avviene mediante un esame consistente in un quiz a risposta multipla e viene organizzato dalle Province generalmente con cadenza annuale. Requisito base è il diploma di Scuola Media Superiore.
A seguito dell'esame si può subentrare ad una licenza già esistente o partecipare ai bandi organizzati dalle province, solitamente con cadenza biennale e comunque in base all'aumentare del tasso di motorizzazione di una determinata provincia.